# Harry Potter en de Vuurbeker (boek)
Harry Potter en de Vuurbeker is het vierde deel in de Harry Potterserie geschreven door de Britse schrijfster J.K. Rowling. De Nederlandse vertaling is van de hand van Wiebe Buddingh' en werd in België en Nederland uitgegeven door Standaard Antwerpen / De Harmonie.
Het boek won in 2001 een Hugo Award en stond in 2003, als hoogst genoteerde jeugdboek, op plek 5 van The Big Read.
De film ging in november 2005 in première en kwam op 4 april 2006 uit op dvd.

## Samenvatting van het boek

### Villa Vilijn
Het verhaal begint met een korte beschrijving van Villa Vilijn, het landhuis waar vroeger de Vilijns leefden. Op een dag werden meerdere leden van de familie op hetzelfde moment dood aangetroffen in het huis. Hun doodsoorzaak was onbekend. De tuinman van de Vilijns, de oude oorlogsveteraan Frank Braam, bleef echter in dienst en ging werken voor de nieuwe eigenaars, die het huis steeds maar kort bewoonden. De meest recente eigenaar, waarschijnlijk een projectontwikkelaar, liet het huis leeg staan.
Op een zekere nacht wordt Frank wakker en ziet hij vanuit zijn huis een lichtschijnsel op de bovenverdieping van de villa. Hij denkt meteen dat kwajongens er ingebroken hebben, maar eenmaal aangekomen in de villa doet hij een onthutsende ontdekking: een zwakke Voldemort en diens dienaars Wormstaart beramen namelijk plannen om iemand te vermoorden en zien de villa als ideale plaats om tijdelijk onder te duiken. Frank luistert aanvankelijk ongezien het gesprek af, maar wordt al snel ontdekt door Nagini, de slang van Voldemort. Braam raapt al zijn moed bijeen en stapt de kamer binnen. Hij wil dat Voldemort hem aankijkt als hij tegen hem spreekt en op dat moment volgt er een groene lichtflits. Frank Braam valt dood neer. Tegelijkertijd ontwaakt Harry Potter kilometers verderop, in de Ligusterlaan, uit een verschrikkelijke nachtmerrie.

### Het WK Zwerkbal
Harry maakt zich zorgen over zijn droom over Voldemort en Wormstaart, en zijn litteken dat weer pijn doet. Hij schrijft bezorgd een brief naar Sirius Zwarts, die op dat moment ondergedoken leeft sinds de gebeurtenissen van afgelopen jaar.
Tijdens de zomervakantie, die Harry ook dat jaar weer doorbrengt bij de familie Duffeling, wordt Harry  met brandstof opgehaald door Ron Wemel, diens vader en de twee tweelingbroers. Via het Haardrooster komen ze terecht bij Het Nest, waar ook Hermelien hem opwacht. Harry mag mee naar de WK-finale Zwerkbal tussen Ierland en Bulgarije, die start over enkele dagen. In tussentijd maken Harry en de rest van hun vakantie gebruik om Zwerkbal te spelen en lol te maken.
Op de dag van het WK vertelt Arthur Wemel dat ze met een Viavia naar het WK zullen reizen. Harry, Hermelien en de Wemels geraken veilig ter plekke en maken kennis met Ludo Bazuyn en Barto Krenck. Op de camping zien ze duizenden tovenaars, afkomstig uit alle hoeken van de wereld, een eigen tent opzetten. Aan de overkant van een groot bos ligt het Zwerkbalstadion en dankzij Ludo Bazuyn kunnen Harry, Hermelien en de Wemels de match volgen vanuit de Topbox. Vlak voor aanvang van de wedstrijd merkt Harry een huis-elf op, die verdacht veel op Dobby lijkt. Ze stelt zich voor als Winky, de huis-elf van de familie Krenck. Winky heeft hoogtevrees, maar zegt dat ze van haar meester in de Topbox moet zitten om een plaats vrij te houden. Barto Krenck is inderdaad ook aanwezig, samen met Lucius Malfidus en diens vrouw Narcissa. Na een spannende wedstrijd Zwerkbal tussen Ierland en Bulgarije, weet Ierland te winnen.
Na afloop van het WK duiken 's nachts Dooddoeners op op de camping. Ze vallen Dreuzels aan en iedereen vlucht naar het bos. Harry, Ron en Hermelien blijven samen en proberen te bedenken waarom de Dooddoeners weer van zich laten horen. Kort hierop wordt het hele bos plots verlicht door het Duistere Teken, dat aan de hemel verschijnt. Ze horen iemand een spreuk uitspreken ("Morsmordre"), maar zien niemand. Verscheidene tovenaars Verschijnselen op dat moment bij Harry,Ron en Hermelien en proberen hen te verlammen. Barend Kannewasser gaat het bos in en vindt daar Winky, met een  toverstok in haar hand die van Harry is. Zij ontkent dat ze het Teken heeft opgeroepen, maar wordt niet door iedereen geloofd. Op het Ministerie van Toverkunst wordt ze verder ondervraagd. Ze wordt door haar meester Barto Krenck ten slotte ontslagen. De echte dader die het Teken heeft opgeroepen wordt niet gevonden.

### Het Toverschool Toernooi
Op Zweinstein wordt dat jaar een internationaal toernooi gehouden tussen drie toverscholen: het Toverschool Toernooi. Daarom komen enkele leerlingen van de scholen Beauxbatons en Klammfels onder aanvoering van respectievelijk hun schoolhoofden Madame Mallemour en Igor Karkarov naar Zweinstein. De drie toverscholen mogen ieder een meerderjarige kandidaat afvaardigen om drie gevaarlijke opdrachten uit te voeren. Om mee te doen moeten de leerlingen hun naam in de Vuurbeker doen. Voor Beauxbatons wordt dat Fleur Delacour, voor Klammfels wordt dat Viktor Kruml en voor Zweinstein wordt Carlo Kannewasser geselecteerd. Tijdens de bekendmaking gebeurt er echter iets vreemds. Nadat de derde kandidaat bekend is geworden, duidt de Vuurbeker nog een vierde persoon aan: Harry Potter. Er moet binnen de school iemand zijn die per se wil dat Harry meedoet aan het toernooi, maar waarom is niet bekend. Ron wordt jaloers op Harry omdat hij zoveel aandacht krijgt. Ron is er ook van overtuigd dat Harry wel zelf zijn naam in de beker heeft gedaan en is boos omdat Harry hem niet wil vertellen hoe hij dat als minderjarige leerling voor elkaar heeft gekregen. Het mondt uit in een daverende ruzie waarna de twee vrienden een lange tijd niet met elkaar praten.

### De eerste opdracht
Voor aanvang van de eerste opdracht vertelt Rubeus Hagrid Harry dat hij te maken krijgt met draken. Hij blijkt een gouden ei te moeten bemachtigen, maar dit wordt beschermd door een nestelende draak. Omdat Harry het oneerlijk vindt dat Carlo Kannewasser niet weet wat hij moet verwachten, vertelt Harry hem van de draken. Via willekeurige trekking krijgt elke kampioen een draak toegewezen. Harry trekt de Hongaarse Hoornstaart en komt als laatste aan de beurt om het tegen de draak op te nemen. Met behulp van een sommeerspreuk roept hij zijn bezem naar zich toe, en kan hij de Vuurflits gebruiken om de Hongaarse Hoornstaart af te leiden. Uiteindelijk bemachtigt Harry het gouden ei, net zoals de andere kampioenen (die andere spreuken gebruikten om hun draak te verslaan). Na afloop van de eerste opdracht krijgen Harry en de andere kampioenen te horen dat het gouden ei hen een tip kan opleveren voor de tweede opdracht, die enkele maanden later moet worden uitgevoerd.

### Het kerstbal
Met Kerstmis vindt traditioneel voor het Toverschool Toernooi het kerstbal plaats. De leerlingen moeten van professor Anderling leren dansen en begint de les met, een onwillige, Ron. De kampioenen moeten het bal openen en zijn genoodzaakt een partner te zoeken. Harry wil eerst met Cho Chang gaan, maar zij blijkt al bezet. Hermelien gaat met Viktor Kruml, maar wil dit eerst niet vertellen aan Harry en Ron. De twee besluiten op het laatste moment Parvati en Padma Patil te vragen voor het bal, omdat iedereen al bezet is. Op het bal wordt Ron jaloers op Viktor, wanneer hij met Hermelien danst, en Harry heeft er moeite mee dat Cho met Carlo Kannewasser danst. 
Buiten ontdekken Harry en Ron dat Hagrid een halfreus is, wanneer ze per ongeluk een gesprek afluisteren tussen Hagrid en madame Mallemour. Blijkbaar was Rita Pulpers, een journaliste, ook in de buurt, want een dag later verschijnt er een vernietigend artikel over Hagrid in de Ochtendprofeet.

### De tweede opdracht
Voor de tweede opdracht was het veroverde ei uit de eerste opdracht nodig; deze zou een aanwijzing bevatten. Bij het openen van het ei klonk er echter een oorverdovend gekrijs. Harry kon met geen mogelijkheid bedenken wat hij ermee aan moest. Uiteindelijk krijgt hij van Carlo Kannewasser de tip om het te openen in de badkamer van de klassenoudsten. Wanneer Jammerende Jenny hem ook nog vertelt dat hij het ei onder water moet openen, kan hij de aanwijzing verstaan. Hij maakt er uit op dat hij langdurig onder water moet verblijven, dus de volgende stap is het vinden van een methode om onder water te ademen. Uiteindelijk helpt Dobby hem met Kieuwwier (in de film wordt dit gedaan door Marcel Lubbermans), een kruid dat de gebruiker een uur lang van kieuwen voorziet. Het blijkt dat Harry Ron moet redden uit het meer, Viktor zijn geliefde Hermelien, Fleur haar zusje en Carlo zijn vriendinnetje Cho. Niet alleen het ademen is een probleem, maar er zitten ook monsters in het meer.

### De verdwijning van Krenck
De kampioenen krijgen uitleg over de derde opdracht, die het doorkruisen van een groot doolhof op het Zwerkbalterrein blijkt te zijn. Na afloop van de uitleg wil Viktor Kruml Harry even spreken onder vier ogen nabij het Verboden Bos. Harry vertelt dat hij niets voelt voor Hermelien in tegenstelling tot wat Rita Pulpers verkondigt in de Ochtendprofeet. Kort daarop merken ze vlakbij meneer Krenck op, die paniekerig tegen zichzelf loopt te praten en compleet krankzinnig lijkt. Krenck kraamt wartaal uit maar wil per se Perkamentus spreken en Harry besluit om hem te gaan halen. Als hij met het schoolhoofd terugkeert blijkt dat Krenck is verdwenen en dat Viktor is aangevallen.
Tijdens Waarzeggerij valt Harry in slaap en droomt hij weer over Voldemort en Wormstaart. Die laatste zou gefaald hebben in een bepaalde opdracht, maar krijgt nog een tweede kans. Voldemort spreekt de cruciatusvloek uit over Wormstaart en is vastberaden Harry aan de slang Nagini te voederen. Harry ontwaakt en stapt onmiddellijk naar Perkamentus, maar deze vraagt om even in zijn kantoor te wachten. In tussentijd ontdekt Harry de Hersenpan in een van de kasten van Perkamentus. Nieuwsgierig als hij is bekijkt hij het magisch object van dichtbij en wordt er als het ware in opgezogen om vervolgens terecht te komen in een vreemde ruimte, die hij nog nooit eerder had gezien. Harry komt erachter dat hij het proces van Karkarov (die namen van Dooddoeners opsomt om zijn eigen hachje te redden) bijwoont, gevolgd door dat van Ludo Bazuyn (die onbewust informatie aan Dooddoeners zou hebben doorgespeeld). Ten slotte is er een proces waarin enkele Duistere tovenaars, waaronder de zoon van meneer Krenck, schuldig worden bevonden en opgesloten worden in Azkaban. Wanneer Harry weer terug is in het kantoor legt professor Perkamentus uit dat zijn hoofd soms zó vol gedachten zit dat hij soms wat herinneringen aftapt en in de Hersenpan plaatst. Harry en Perkamentus praten wat over de herinneringen van de processen en het feit dat Voldemort sterker lijkt te worden.

### De derde opdracht
Na het zoveelste afbrekende artikel van Rita Pulpers in de Ochtendprofeet over Harry, proberen hij, Ron en Hermelien uit te vissen hoe Pulpers de gesprekken tussen en anderen heeft kunnen opvangen, aangezien ze niet op het terrein van Zweinstein mag komen. Hermelien denkt te weten hoe Pulpers aan de informatie komt en snelt naar de bibliotheek. Ze rept er echter met nog geen woord over tegen Harry en Ron. Bij aanvang van de derde opdracht is Barto Krenck nog steeds afwezig als vijfde jurylid en ook Percy Wemel is er niet om hem te vervangen. De kampioenen met de meeste punten, Harry en Carlo, krijgen een lichte voorsprong op Viktor en Fleur, en betreden als eersten de doolhof. Harry en Carlo's wegen scheiden zich en ze moeten nu individueel in het midden van de doolhof zien te geraken en vervolgens de Toverschool Trofee die daar staat als eerste aanraken om de meeste punten te behalen. Harry ontmoet vrij weinig obstakels op zijn weg naar de Trofee, maar moet het wel opnemen tegen een Boeman en een Schroeistaartige Skreeft en een betoverde nevel doorkruisen. Even later komt Harry erachter dat Fleur heeft moeten opgeven, vermoedelijk omdat ze door iemand werd aangevallen. Niet veel later hoort hij de stemmen van Viktor en Carlo in de buurt. Harry hoort Viktor de Cruciatusvloek uitspreken over Carlo, maar Harry weet Viktor te verlammen en Carlo te helpen. De twee gaan als enige kampioenen verder en opnieuw scheiden hun wegen. Harry komt oog in oog te staan met een Sfinx, die hem een raadsel voorlegt. Harry weet het op te lossen en snelt over het lange pad, met op het eind de Toverschool Trofee. Carlo is hem echter voor en staat op het punt de Trofee als eerste aan te raken, maar uit het niets - zo lijkt het - duikt achter de heg een reusachtige spin op, die vastberaden lijkt Carlo aan te vallen. Harry schreeuwt een waarschuwing en hij en Carlo weten gezamenlijk de spin met veel moeite te verlammen. Harry raakt daarbij gewond aan zijn enkel. Hij zegt tegen Carlo dat die gewonnen heeft en de Trofee maar moet gaan pakken, omdat hij met zijn gewonde enkel nooit een sprint van Carlo kan winnen. Carlo gaat daar niet mee akkoord, Harry heeft hem immers net gered van de spin en is volgens hem net zo goed een winnaar, en uiteindelijk besluiten de twee Kampioenen de Trofee precies tegelijk aan te raken zodat ze beiden als winnaars van het Toverschool Toernooi worden erkend.

### De herrijzenis van Heer Voldemort
Een moment later belanden Harry en Carlo Kannewasser plotseling op een donker kerkhof met de Toverschool Trofee naast hen. Deze bleek een Viavia te zijn en de twee denken dat dit onderdeel misschien ook nog bij het Toernooi hoort. Ze houden hun toverstokken in de aanslag, maar in de verte zien ze een kleine, in mantel gehulde man op hen afstappen. Een tweede, hoge stem beveelt om Carlo te doden en na een groene lichtflits zakt Kannewasser levenloos in elkaar. Harry wordt vervolgens vastgebonden aan het graf van Marten Vilijn en komt erachter dat de kleine man Wormstaart is. Hij schuift een gigantische ketel aan de voet van het graf en doet er een reeks van verschillende "ingrediënten" in, waaronder een vrijwillig afgestaan lichaamsdeel van een volgeling (Peter Pippeling hakt zijn hand af met een mes), gebeente van zijn vader (vandaar de locatie: het kerkhof, en het graf van Voldemorts vader) en bloed van een vijand (Harry). Pippeling legt de kleine, foetus-achtige gestalte van Voldemort in de ketel met toverdrank. Voldemort krijgt hierdoor zijn lichaam weer terug en is herrezen. 
De herrezen Voldemort legt Harry uit dat hij hem als bloedoffer heeft gebruikt zodat hij nu, net als Harry, de bescherming van diens moeder, Lily Potter, geniet. Het bloed van Harry stroomt nu ook door Voldemorts aderen. Even later wendt Voldemort zich terug naar zijn dienaar en raakt diens Duistere Teken aan, dat staat getatoeëerd op de onderarm van elke Dooddoener. Het duurt niet lang of verschillende Dooddoeners Verschijnselen op het kerkhof om zelf te zien of hun meester inderdaad is herrezen. Voldemort is eerst kwaad omdat sommigen onder hen hem sinds zijn val in de steek hebben gelaten. In de kring ontbreken verscheidene andere Dooddoeners die ofwel niet durfden terugkeren, ofwel dit niet wilden. Anderen zitten in Azkaban of hebben "andere verplichtingen". Bij dat laatste onthult Voldemort dat er een Dooddoener op Zweinstein is, en hij die Dooddoener beschouwt als zijn trouwste volgeling. De andere aanwezige Dooddoeners zweren Voldemort trouw te blijven en hem te steunen in zijn lust naar macht in de toverwereld.
Voldemort keert terug naar Harry en daagt hem uit om het tegen hem op te nemen in een "eerlijke strijd" waarin beiden hun toverstokken mogen gebruiken. Harry beseft dat hij met de aanwezigheid van de Dooddoeners geen enkele kans maakt tegen Voldemort, maar geeft niet zomaar op. Eerst teistert Voldemort Harry met de Cruciatusvloek en de Imperiusvloek, maar Harry weet zich ertegen te verzetten. Hij springt achter het grafsteen van Voldemorts vader en probeert na te denken hoe hij aan Voldemort kan ontsnappen. Harry is ervan overtuigd dat zijn vader ook niet zomaar zou opgeven midden in de strijd en Harry stapt moedig achter het grafsteen uit. Hij en Voldemort staan nu oog in oog tegenover elkaar.
Harry en Voldemort spreken op hetzelfde moment een spreuk uit (Harry de Ontwapeningsspreuk en Voldemort de Vloek des Doods, Avada Kedavra). De twee spreuken botsen en er ontstaat een "omgekeerd spreukeffect": Priori Incantatem. Hun voeten komen los van de grond en er verschijnt een gouden kooi van licht rondom hen. De toverstaf van Harry wint het van de toverstaf van Voldemort, doordat hij - in tegenstelling tot Voldemort - zijn hele wezen bij zich draagt. Hoe dat kan en waarom wordt duidelijk in het zesde boek. Doordat Harry's toverstok wint worden alle spreuken getoond die de staf van Voldemort heeft uitgevoerd, in omgekeerde volgorde. Harry ziet onder meer de rokerige gestalten van Carlo Kannewasser, Frank Braam, Berta Kriel en zijn eigen ouders uit de toverstaf verschijnen, allemaal mensen die Voldemort omgebracht heeft. Met behulp van de geesten kan Harry zich bevrijden en weet hij de Viavia weer te bereiken, waardoor hij samen met het lichaam van Carlo weet terug te keren naar Zweinstein.

### De chaos na het Toernooi
De dood van Carlo wordt al snel opgemerkt en er ontstaat paniek in het Zwerkbalstadion na afloop van de derde opdracht. Harry wordt zonder dat hij het zich goed realiseert meegenomen door professor Dolleman naar zijn kantoor omdat die wil weten wat Harry allemaal heeft meegemaakt. Harry vertelt kort wat er gebeurd is op het kerkhof en plots onthult Dolleman dat hijzelf Harry's naam in de Vuurbeker heeft gedaan. Harry kan zijn oren niet geloven wanneer Dolleman ook nog vertelt dat hij dat deed omdat hij wilde dat Harry de Trofee als eerste zou aanraken om vervolgens op het kerkhof terecht te komen. Hij blijkt gedurende heel het schooljaar te hebben geprobeerd Harry te ontdoen van alle gevaren die zijn pad kruisten, en heeft uiteindelijk de Toverschool Trofee getransformeerd in een Viavia. Harry begrijpt er niets van, Dolleman stond toch aan de goede kant? Dolleman staat op het punt Harry te vermoorden, wanneer Perkamentus, Anderling en Sneep plots het kantoor binnenvallen en Dolleman met een toverspreuk verlammen. Perkamentus vertelt Harry dat ze het hele schooljaar lang niet te maken hadden met de echte Dwaaloog Dolleman, maar dat iemand zich voordeed als Dolleman door continu Wisseldrank te drinken. Omdat de "echte" Dolleman altijd alleen maar iets drinkt uit zijn eigen heupfles kon de bedrieger zich eenvoudig als Dolleman voordoen. Ze wachten tot de Wisseldrank is uitgewerkt en dienen de man, die de zoon van Barto Krenck (met dezelfde naam) blijkt te zijn, de waarheidsdrank Veratiserum toe, waardoor hij het hele verhaal vertelt zoals het werkelijk gebeurde. 
Krenck Jr. hield de echte Dolleman al die tijd gevangen in een betoverde hutkoffer om zijn haar te kunnen gebruiken voor het prepareren van de Wisseldrank. Het begon allemaal toen Krenck na zijn arrestatie via zijn moeder de mogelijkheid kreeg om weer op vrije voeten te komen. Zij leed namelijk een slopende ziekte (die haar uiteindelijk fataal zou worden) en mocht haar zoon daarom bezoeken in Azkaban. Zij en haar zoon wisselden van lichaam door Wisseldrank te gebruiken tijdens haar bezoek aan Azkaban. Krenck Sr. wist hiervan en had zijn toestemming gegeven. Toen de moeder uiteindelijk in Azkaban (vermomd als haar zoon) stierf, leek het alsof Krenck Jr. was overleden, terwijl het zijn moeder was die onder zijn naam werd begraven. Krenck Jr. werd thuis door zijn vader onder de Imperiusvloek gehouden zodat hij niet kon ontsnappen, ondanks zijn "vrijheid". Krenck Jr. legt uit dat hij dankzij Winky het WK Zwerkbal heeft kunnen bijwonen, alweer met toestemming van zijn vader, maar nog steeds verkerend onder de Imperiusvloek. In de Topbox droeg hij een Onzichtbaarheidsmantel. Van onder die mantel stal hij ongezien de toverstok van Harry, waarmee hij later in het bos het Duistere Teken opriep. Dit deed hij omdat hij de Dooddoeners die Voldemort niet zochten en steunden na zijn val, schrik wilde aanjagen. Later begon Krenck Jr. zich steeds sterker te verzetten tegen de Imperiusvloek zoals bij het WK ook al het geval was. Bij een gesprek tussen Krenck Jr. en Winky thuis luisterde Berta Kriel, een ambtenaar van het Ministerie, stiekem mee. Krenck Jr. ontdekte dit en bracht een Herinneringsslot bij haar aan. Berta Kriel kwam later nabij de bossen van Albanië in contact met Wormstaart die haar naar Voldemort bracht omdat ze hem van nuttige informatie kon voorzien over het Toverschool Toernooi. Voldemort zag het Toernooi dus als een manier om Harry bij hem te brengen. De vader van Krenck ontdekte waar zijn zoon mee bezig was, maar werd voor hij er iets tegen kon ondernemen thuis opgewacht door Voldemort die hem zelf onder de Imperiusvloek bracht. Krenck Sr. gaf zich toen zogezegd ziek op en was steeds afwezig op Zweinstein bij gelegenheden omtrent het Toernooi. Hij schreef Percy Wemel brieven waarin stond vermeld dat hij ziek was en hij gaf hem de opdracht hem te vervangen. Ook Krenck Sr. begon zich steeds sterker tegen de Imperiusvloek te verzetten en wist Wormstaart, die hem thuis bewaakte, te misleiden. Hij vluchtte naar Zweinstein en wilde Perkamentus op de hoogte brengen van de plannen van Voldemort, maar werd later op het terrein van Zweinstein vermoord door zijn eigen zoon toen Perkamentus op weg was naar het Verboden Bos. Krenck Jr. veranderde zijn vader in een bot en begroef hem nabij Hagrids huisje.
Na afloop van de ondervraging van Krenck Jr. slaagt Cornelis Droebel, de Minister van Toverkunst, er zonder overleg in hem aan de Dementors uit te leveren, die hem onmiddellijk de Kus toedienen. Perkamentus was hier fel op tegen, want nu kon Krenck Jr. niemand meer vertellen wat hij precies had aangericht. Perkamentus vertelt Droebel over de terugkeer van heer Voldemort, maar deze wil hem niet geloven. Droebel zegt vervolgens zijn vertrouwen in Perkamentus op, maar deze maakt zich hier nauwelijks druk om. 
Tijdens de Eindejaarsceremonie spreekt Perkamentus zijn leerlingen toe over het feit dat Voldemort is herrezen en dat nauwe samenwerking noodzakelijk is om verzet te blijven leveren tegen de Duistere kant. In de Zweinsteinexpres op weg naar huis vertelt Hermelien dat ze erachter is gekomen hoe Rita Pulpers haar verhalen kon schrijven: ze blijkt een ongeregistreerde Faunaat te zijn in de vorm van een tor. Hermelien heeft haar gevangen in een jampotje, en haar gedwongen een jaar lang niets meer te schrijven voor de Ochtendprofeet. Het boek eindigt wanneer Harry met zijn oom van het perron stapt.